# 大政商道
大政商道（英语：Approaching Business and Politics）是凤凰卫视的周播节目，前身为《8方大市场》，主持人为朱梓橦（2016年7月及之前則为白延琴），王莹亦会代班主持。节目以深入探寻、剖析国内外各个领域热点，独家解读一周重要市场资讯，并请专业人士对重大经济话题作出点评，为观众提供独特视角。

## 播出时间[2]
- 凤凰卫视中文台：香港时间周日22:45-23:15首播，周一03:30-04:00、11:00-11:30重播
- 凤凰卫视资讯台：香港时间周日12:30-13:00首播，20:30-21:00、周一00:30-01:00重播
- 凤凰卫视美洲台：美国西岸时间周六16:30-17:00首播，周日06:40-07:10重播
- 凤凰卫视欧洲台：伦敦时间周日00:30-01:00首播，14:40-15:10重播
- 凤凰卫视澳洲版：悉尼时间周日09:30-10:00首播，23:40-00:10重播

## 节目环节
- 政情民情商情：提供政府权威信息。
- 市场直击：共分为两节，内容为最新的市场动态。
- 商海故事：讲述创业者的故事。

## 外部連結
- 节目官網（页面存档备份，存于）